# Bohumil Brand-Kopal

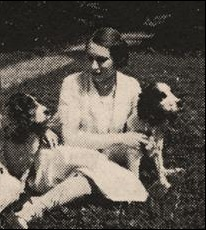
Dcera Adalberta

Bohumil Brand-Kopal (německy Gottlieb von Brand-Kopal von Santa Lucia, 14. listopadu 1890 Praha – 17. května 1968 Rakousko) byl český šlechtic, potomek rodu Kopalů, vnuk Ludvíka Brand a Viktoríny Kopalové, pravnuk Karla von Kopala a bratr Viktora Brand-Kopala, posledního šlechtického majitele panství Kostelní Bříza. Jeho dědičný šlechtický titul (v zemích, kde nebylo jejich užívání zákonem zrušeno či zakázáno) byl baron.

## Život
S bratrem Viktorem a se svou rodinou žil na zámku v Kostelní Bříze. Kostelní Bříza se dostala do vlastnictví rodu Kopalů sňatkem Arnoštky Kopalové a Bohumila ml. Henn von Henneberg-Spiegel. Bohumil předal v roce 1899 všechny majetky manželce Arnoštce. Stalo se tak po uzavření odevzdací listiny z 3. května 1901, obec jí tak patřila v letech 1899–1915. Po smrti Arnoštky přešel majetek roku 1915 na jejího blízkého příbuzného Viktora Brand-Kopala.

### Kopaljäger Museum
V roce 1930 obohatil nově vznikající muzeum praděda Karla von Kopala a jeho praporu polních myslivců ve Stockerau. Muzeu poskytl části uniformy Karla Kopala, dělový kříž, který Karel Kopal obdržel za účast v bojích mezi lety 1813–1814, a další memorabilia.

### Návštěva arcibiskupa pražského v Kostelní Bříze
Dne 15. května 1935 navštívil Kostelní Břízu arcibiskup pražský, Karel Kašpar. Ve slavobráně umístěné mezi farou a kostelem sv. Petra a Pavla byl arcibiskup uvítán svobodnými pány z Brand-Kopalů, starostou, farářem a dalšími. V průvodu se pak vydali ke kostelu, kde arcibiskup sloužil mši a uděloval biřmování.

### Pomoc francouzským válečným zajatcům
Mezi lety 1940–1944 byli na panství Kostelní Bříza internováni na nucené práce francouzští váleční zajatci, kteří bránili Francii v květnu 1940 v prvních liniích. Bohumil a jeho dcera Adalberta byli v roce 1941 zatčeni karlovarským gestapem. Důvodem bylo, že poskytli francouzským válečným zajatcům potraviny, oblečení, ošetření a vedli s nimi soukromé rozhovory. Zvláštním soudem v Chebu byli poté odsouzeni k trestům vězení. Bohumilovi byl udělen trest 10 měsíců a jeho dceři 2 měsíce vazby. Oběma byla započítána vyšetřovací vazba v délce 12 týdnů. Na přítomnost válečných zajatců upomíná pamětní deska na kostele sv. Petra a Pavla.

### Rodina
Jeho otec Karel Brand (* 1856 Plzeň) se roku 1885 v Budapešti oženil s Bertou, rozenou vikomtesou de Maistre (* 1860 Praha). Jejím přičiněním se na zámku v Kostelní Bříze dařilo umění a došlo k výraznému rozšíření zámecké knihovny.
Roku 1920 se na Kostelní Bříze oženil s Marií, rozenou Zelenou (zemřela 8. února 1976 v Kirchdorfu). Měli spolu dceru Adalbertu (1921–1997).

### Vojenská kariéra
Sloužil v rakousko-uherské armádě. Dne 1. září 1912 byl povýšen na poručíka a v roce 1917 byl zmíněn jako nadporučík v dragounském pluku č. 7.

### Působení po druhé světové válce
Jeho bratr Viktor byl majitelem panství do roku 1945. Dne 8. února 1946 byla na majetek uvalena národní správa a zámek mu byl zabaven. Ve stejném roce Viktor nuceně vysídlil do Rakouska. Bohumil se po osvobození Československa nakrátko na Kostelní Břízu vrátil, poté rovněž s rodinou vysídlil do Rakouska. Je pochován na hřbitově v Kostelci nad Kremží.

## Vyznamenání
- Vojenská záslužná medaile – III. stupeň[15][22]
- Pamětní kříž 1912–13[22]